# Anthony Lynn
Anthony Ray Lynn (* 21. Dezember 1968 in McKinney, Texas) ist ein ehemaliger American-Football-Spieler auf der Position des Runningbacks und aktueller -Trainer. Zurzeit ist er Trainer der Runningbacks bei den Washington Commanders. Zuvor war er bereits als Head Coach der Los Angeles Chargers in der NFL und als Assistenztrainer unter anderem bei den Dallas Cowboys, New York Jets und Buffalo Bills aktiv. Als Spieler gewann er 1998 und 1999 den Super Bowl mit den Denver Broncos.

## Karriere

### Karriere als Spieler
Lynn spielte zunächst für seine Highschool, ehe er ab 1988 für die Texas Tech University als Runningback aktiv war. Wegen einer Knieverletzung wurde er 1992 nicht gedraftet, er unterschrieb trotzdem einen Vertrag mit den New York Giants, die ihn aber im selben Jahr wieder entließen. Es folgten kurze Stationen in Denver und San Francisco, ehe er 1997 zu den Denver Broncos zurückkehrte. In den folgenden drei Spielzeiten gewann er zweimal den Super Bowl, meistens kam er in den Special Teams zum Einsatz. Im Jahr 2000 beendete er seine aktive Karriere.

### Karriere als Trainer
Nach seinem Karriereende wurde Lynn zunächst Special Teams Assistant bei seinem alten Verein, den Denver Broncos. Danach folgten Stationen als Runningbackscoach bei mehreren NFL-Teams, jedoch waren seine Engagements nie von langer Dauer. 2013 wurde er schließlich Assistant Head Coach bei den New York Jets unter Trainer Rex Ryan. Ihm folgte er 2015 nach Buffalo, wo er ebenfalls Assistant Head Coach war. Nach der Entlassung Ryans 2016 fungierte er für ein Spiel als Interims-Head-Coach.
Am 12. Januar 2017 wurde Lynn als neuer Head-Coach der Los Angeles Chargers vorgestellt, nachdem sein Vorgänger Mike McCoy entlassen worden war. Zur gleichen Zeit wurde bekanntgegeben, dass die Chargers von San Diego nach Los Angeles ziehen werden. In seinem zweiten Jahr konnten die Chargers die Playoffs erreichen, wo sie in der Divisional Round vom späteren Super-Bowl-Sieger New England Patriots mit 41:28 besiegt wurden. Am 4. Januar 2021 wurde Lynn von den Chargers entlassen, nachdem er in der Saison 2020 nur 7 Spiele gewinnen konnte und somit zum zweiten Mal in Folge die Playoffs verpasste.
Im Januar 2021 wurde bekannt, dass er nach seiner Entlassung bei den Chargers eine Stelle bei den Detroit Lions als deren Offensive Coordinator unter dem neuen Head Coach Dan Campbell annahm. Nachdem die Lions alle ihrer ersten acht Spiele verloren und auch offensiv nicht überzeugen konnten, wurden seine Aufgaben im Team beschnitten, so entschied fortan Campbell die Spielzüge. Nach Ende der Saison trennten sich Lynn und die Lions nach nur einer Saison. Daraufhin wurde Lynn zur Saison 2022 Assistenzcheftrainer und Trainer der Runningbacks bei den San Francisco 49ers unter Kyle Shanahan.
Im Februar 2024 verließ Lynn die 49ers, um bei den Washington Commanders Run Game Coordinator und Trainer der Runningbacks unter deren neuem Cheftrainer Dan Quinn zu werden.

## Privates
Lynn ist seit 2011 mit der Journalistin Stacey Bell verheiratet. Er hat zwei Kinder aus einer früheren Ehe.

## Karrierestatistiken
| Team            | Jahr            | Regular Season | Regular Season | Regular Season | Regular Season | Regular Season     | Postseason | Postseason  | Postseason | Postseason                                                       |
| Team            | Jahr            | Siege          | Niederlagen    | Unentschieden  | Siege %        | Platzierung        | Siege      | Niederlagen | Siege %    | Ergebnis                                                         |
| --------------- | --------------- | -------------- | -------------- | -------------- | -------------- | ------------------ | ---------- | ----------- | ---------- | ---------------------------------------------------------------- |
| Bills*          | 2016            | 0              | 1              | 0              | 0,0 %          | 3. in der AFC East | —          | —           | —          | —                                                                |
| Bills gesamt    | Bills gesamt    | 0              | 1              | 0              | 0,0 %          |                    | 0          | 0           | 0,000      |                                                                  |
| Chargers        | 2017            | 9              | 7              | 0              | 56,3 %         | 2. in der AFC West | —          | —           | —          | —                                                                |
| Chargers        | 2018            | 12             | 4              | 0              | 75,0 %         | 2. in der AFC West | 1          | 1           | 50,0 %     | Niederlage gegen die New England Patriots im AFC Divisional Game |
| Chargers        | 2019            | 5              | 11             | 0              | 31,3 %         | 4. in der AFC West | —          | —           | —          | —                                                                |
| Chargers        | 2020            | 7              | 9              | 0              | 43,8 %         | 3. in der AFC West | —          | —           | —          | —                                                                |
| Chargers gesamt | Chargers gesamt | 33             | 31             | 0              | 51,6 %         |                    | 1          | 1           | 50,0 %     |                                                                  |
| Karriere gesamt | Karriere gesamt | 33             | 32             | 0              | 50,8 %         |                    | 1          | 1           | 50,0 %     |                                                                  |

- – interimsmäßig[15]